# Kościół św. Bartłomieja w Chełmoniu
Kościół świętego Bartłomieja w Chełmoniu – rzymskokatolicki kościół parafialny należący do parafii pod tym samym wezwaniem (dekanat Kowalewo Pomorskie diecezji toruńskiej).
Jest to świątynia wzniesiona w XIV wieku. Na początku XVII wieku została odnowiona przez Zygmunta Konarskiego, właściciela wsi. Gruntowny remont został przeprowadzony w latach 1862–65. Usunięta została wtedy drewniana wieża. Remont południowej kruchty i szczytów wykonany został w 1890 roku.
Korpus świątyni jest czteroprzęsłowy z niższym i węższym prezbiterium, do którego na osi jest dobudowana zakrystia. Od południowej strony korpusu jest dostawiona neogotycka kruchta wejściowa. Z zewnątrz ma wyraźnie wyodrębniony cokół, zewnętrzne ściany charakteryzują się małymi, ostrołukowymi otworami okiennymi przeplecionymi blendami o podobnym wykroju. Zarówno okna, jak i blendy ujęte są w obramieniu o profilu wałka. Wschodnia ściana prezbiterium zakończona jest szczytem schodkowym ozdobionym pięcioma ostrołukowymi blendami. Wschodni szczyt zakrystii jest trójkątny i powstał w II połowie XIV wieku. Jest ozdobiony czterema blendami, między którymi znajdują się ukośnie umieszczone lizeny. Ściana zachodnia korpusu jest wieloskokowa, profilowana portalem wejściowym, nad którym jest umieszczona półkoliście zamknięta blenda. Elewacja, zakończona trójkątnym szczytem, powstała na przełomie XVI i XVII wieku. Dach budowli jest dwuspadowy, podzielony na każdą część kościoła, nakrywa go dachówka, tzw. karpiówka, w koronkę. Świątynię otacza neogotycki mur z 1870 roku.
W kościele znajduje się wielki ołtarz w stylu manierystycznym, wykonany na początku XVII wieku. Ufundował go właściciel Chełmonia – Zygmunt Konarski. On też zapewne ufundował obraz Matki Bożej Brzemiennej. Nie ma pisemnych dokumentów mówiących o tym, kto i kiedy go namalował, ale jest dokument rzeczowy, będący jak gdyby jego metryką, czyli ołtarz, w którym umieszczony jest cudowny wizerunek. Ołtarz i obrazy w świątyni związane są tradycją z dominikanami z Torunia. Trzy przedstawiają tajemnicę wcielenia Syna Bożego, a dwa boczne, nad mensą – Archanioła Gabriela i Matkę Bożą w ekstazie. U góry ołtarza znajduje się obraz Matki Bożej Różańcowej ze św. Dominikiem i św. Katarzyną ze Sieny, co jest symbolem tradycji dominikańskiej. W centrum nastawy jest umieszczony wizerunek główny, przedstawiający Matkę Bożą Brzemienną, który otaczają liczne srebrne plakietki wotywne pochodzące z XVIII i XIX wieku. Złotnictwo w świątyni jest reprezentowane przez: srebrną, złoconą monstrancję wieżyczkową (z XVI wieku), świecznik i lichtarze (z XVII wieku), krzyże ołtarzowe (z XVIII–XIX wieku) oraz kielich ołtarzowy, wykonany w 1894 roku.